# Суперсимметричная квантовая механика
В теоретической физике, суперсимметричная квантовая механика — это область исследований, где математические понятия из области физики высоких энергий применяются в области квантовой механики. Суперсимметрия, под которой понимают преобразование из бозонных операторов в фермионные и обратно, объединяет непрерывные преобразования (бозонные) и дискретные (фермионные). В современной теории бозоны связывают с переносчиками взаимодействия, а фермионы с материей, но суперсимметрия смогла объединить эти два понятия. Суперсимметрия оказалась также полезной для борьбы с расходимостями в квантовой теории поля, что обусловило интерес к этой теории.

## Введение
Доказать последствия суперсимметрии математически сложно, и также трудно разработать теорию, которая могла бы демонстрировать нарушение симметрии, то есть отсутствие наблюдаемых партнеров частиц равной массы. Чтобы добиться прогресса в решении этих проблем, физики разработали суперсимметричную квантовую механику, то есть теорию применения суперсимметричной супералгебры в квантовой механике в отличие от квантовой теории поля. Следует надеяться, что изучение последствий суперсимметрии в этой простой постановке, приведет к новому пониманию; примечательно, что сопутствующие достижения привели к созданию новых направлений исследований в самой квантовой механике.
Например, студентов обычно учат, «решать» водородный атом в виде трудоёмкого процесса, который начинается путем включения кулоновского потенциала в уравнение Шредингера. После значительного объёма работы с использованием многих дифференциальных уравнений, анализом получают рекуррентные соотношения для полиномов Лагерра. Окончательным результатом является спектр: энергетические состояния атома водорода (обозначеные квантовыми числами n и l). С помощью идей, почерпнутых из суперсимметрии, конечный результат можно получить при значительно меньших затратах, во многом таким же образом, как при операторном методе для решения гармонического осциллятора. Подобный суперсимметричный подход можно использовать, чтобы точнее найти спектра водорода, используя уравнения Дирака. Как ни странно, этот подход аналогичен способу, который использовал Эрвин Шредингер впервые решая атом водорода. Конечно, он не называл своё решение суперсимметричным так как сама теория суперсимметрии появилась на тридцать лет позже.
Суперсимметричное решение атома водорода только один пример очень общего класса решений: потенциалов инвариантной формы англ. shape-invariant potentials. Эта категория включает большинство потенциалов преподаваемых в вводных курсах квантовой механики.
Суперсимметричная квантовая механика включает в себя пары гамильтонианов, между которыми имеются конкретные математические соотношения. Их называют гамильтонианы-партнеры англ. partner Hamiltonians. Тогда соответствующие потенциалы в гамильтонианах называют потенциалы-партнер англ. partner potentials). Основная теорема показывает, что для всех собственных состояний одного гамильтониана, его гамильтониан-партнер имеет соответствующие собственные состояния с той же энергией (за исключением, возможно, собственных состояний нулевой энергии. Этот факт можно использовать для вывода многих свойств спектра собственных состояний. Это аналог оригинального описания суперсимметрии, которая касается бозонов и фермионов. Мы можем представить себе «бозонный гамильтониан», чьи состояния являются различными бозонами нашей теории. Суперсимметричный партнёр этого гамильтониана будет «Фермионным», и его собственные состояния будут описывать фермионы. Каждому бозону соответствует фермионной партнер равной энергии — но, в релятивистском мире, энергия и масса взаимозаменяемы, поэтому мы можем просто сказать, что частицы партнеры имеют равные массы.
Концепция суперсимметрии предоставляет полезные расширения в ВКБ приближении, в виде модифицированной версией условия квантования Бора — Зоммерфельда. Кроме того, суперсимметрию применяют в не квантовой статистической механике с помощью уравнения Фоккера — Планка. Этот пример показывает, что, даже если исходная идея в физике элементарных частиц заведёт в тупик, её исследование в других областях расширило наше понимание.

## Пример: гармонический осциллятор
Уравнение Шредингера для гармонического осциллятора принимает вид
{\displaystyle H^{HO}\psi _{n}(x)={\bigg (}{\frac {-\hbar ^{2}}{2m}}{\frac {d^{2}}{dx^{2}}}+{\frac {m\omega ^{2}}{2}}x^{2}{\bigg )}\psi _{n}(x)=E_{n}^{HO}\psi _{n}(x),}
где {\displaystyle \psi _{n}(x)} это {\displaystyle n}й уровень {\displaystyle H^{HO}} с энергией {\displaystyle E_{n}^{HO}}. Мы хотим найти выражение для {\displaystyle E_{n}^{HO}} как функцию {\displaystyle n}. Определим операторы
{\displaystyle A={\frac {\hbar }{\sqrt {2m}}}{\frac {d}{dx}}+W(x)}
и
{\displaystyle A^{\dagger }=-{\frac {\hbar }{\sqrt {2m}}}{\frac {d}{dx}}+W(x),}
где {\displaystyle W(x)}, которой мы должны выбрать сами, называется суперпотенциалом {\displaystyle H^{HO}}. Определим гамильтонианы-партнеры {\displaystyle H^{(1)}} и {\displaystyle H^{(2)}} как
{\displaystyle H^{(1)}=A^{\dagger }A={\frac {-\hbar ^{2}}{2m}}{\frac {d^{2}}{dx^{2}}}-{\frac {\hbar }{\sqrt {2m}}}W^{\prime }(x)+W^{2}(x)}
{\displaystyle H^{(2)}=AA^{\dagger }={\frac {-\hbar ^{2}}{2m}}{\frac {d^{2}}{dx^{2}}}+{\frac {\hbar }{\sqrt {2m}}}W^{\prime }(x)+W^{2}(x).}
Основное состояние с нулевой энергией {\displaystyle \psi _{0}^{(1)}(x)} из {\displaystyle H^{(1)}} будет удовлетворять уравнению
{\displaystyle H^{(1)}\psi _{0}^{(1)}(x)=A^{\dagger }A\psi _{0}^{(1)}(x)=A^{\dagger }{\bigg (}{\frac {\hbar }{\sqrt {2m}}}{\frac {d}{dx}}+W(x){\bigg )}\psi _{0}^{(1)}(x)=0.}
Предполагая, что мы знаем основное состояние гармонического осциллятора {\displaystyle \psi _{0}(x)} найдём {\displaystyle W(x)} как
{\displaystyle W(x)={\frac {-\hbar }{\sqrt {2m}}}{\bigg (}{\frac {\psi _{0}^{\prime }(x)}{\psi _{0}(x)}}{\bigg )}=x{\sqrt {m\omega ^{2}/2}}}
Затем мы находим, что
{\displaystyle H^{(1)}={\frac {-\hbar ^{2}}{2m}}{\frac {d^{2}}{dx^{2}}}+{\frac {m\omega ^{2}}{2}}x^{2}-{\frac {\hbar \omega }{2}}}
{\displaystyle H^{(2)}={\frac {-\hbar ^{2}}{2m}}{\frac {d^{2}}{dx^{2}}}+{\frac {m\omega ^{2}}{2}}x^{2}+{\frac {\hbar \omega }{2}}.}
Теперь мы можем увидеть, что
{\displaystyle H^{(1)}=H^{(2)}-\hbar \omega =H^{HO}-{\frac {\hbar \omega }{2}}.}
Это частный случай инвариантности формы, которая обсуждается ниже. Принимая без доказательств основную теорему, очевидно, что спектр {\displaystyle H^{(1)}} начинается с {\displaystyle E_{0}=0} и дальше увеличивается шагами {\displaystyle \hbar \omega .} Спектры {\displaystyle H^{(2)}} и {\displaystyle H^{HO}} будут иметь такие же равные интервалы, но будут сдвинуты на величины {\displaystyle \hbar \omega } и {\displaystyle \hbar \omega /2}, соответственно. Отсюда следует, что спектр {\displaystyle H^{HO}} принимает знакомый вид {\displaystyle E_{n}^{HO}=\hbar \omega (n+1/2)}.

## Супералгебра суперсимметричной квантовой механики
В обычной квантовой механике, мы узнаем, что алгебра операторов определяется коммутационными соотношения между этими операторами. Например, канонические операторы координаты и импульса имеют коммутатор {\displaystyle [x,p]=i}. (Здесь, мы используем «естественные единицы», где постоянная Планка устанавливается равной 1.) Более сложный случай алгебры операторов углового момента; эти величины тесно связаны с вращательной симметрией в трехмерном пространстве. Обобщая это понятие, мы определяем антикоммутатор, который задаёт отношения операторов, точно так же как и обычный коммутатор, но с противоположным знаком:
{\displaystyle \{A,B\}=AB+BA.}
Если операторы связаны как антикоммутаторами, так и коммутаторами, мы говорим, что они являются частью супералгебры Ли. Допустим, у нас есть квантовая система, описываемая гамильтонианом {\displaystyle {\mathcal {H}}} и набор {\displaystyle N} операторов {\displaystyle Q_{i}}. Мы будем называть эту систему суперсимметричной, если следующие антикоммутационные соотношения справедливы для всех {\displaystyle i,j=1,\ldots ,N}:
Если это так, то мы называем {\displaystyle Q_{i}} суперзарядами системы.

## Пример
Рассмотрим пример одномерной нерелятивистской частицы с 2-мя(то есть два состояния) внутренними степенями свободы и назовём их «спин» (это не совсем спин, потому что реальный спин является свойством 3D-частицы). Пусть {\displaystyle b} оператор, который преобразует «спин-вверх» частицы на «спин-вниз». Его сопряжённый оператор {\displaystyle b^{\dagger }} преобразует спин-вниз частицу в спин-вверх состояние. Операторы нормированы таким образом что антикоммутатор {\displaystyle \{b,b^{\dagger }\}=1}. И конечно, {\displaystyle b^{2}=0}. Пусть {\displaystyle p} импульс частицы и {\displaystyle x} её координата с {\displaystyle [x,p]=i}. Пусть {\displaystyle W} (суперпотенциал) — произвольная комплексная аналитическая функция {\displaystyle x} которая определяет суперсимметричные операторы
{\displaystyle Q_{1}={\frac {1}{2}}\left[(p-iW)b+(p+iW^{\dagger })b^{\dagger }\right]}
{\displaystyle Q_{2}={\frac {i}{2}}\left[(p-iW)b-(p+iW^{\dagger })b^{\dagger }\right]}
Обратите внимание, что {\displaystyle Q_{1}} и {\displaystyle Q_{2}} являются самосопряженными. Пусть гамильтониан
{\displaystyle H=\{Q_{1},Q_{1}\}=\{Q_{2},Q_{2}\}={\frac {(p+\Im \{W\})^{2}}{2}}+{\frac {{\Re \{W\}}^{2}}{2}}+{\frac {\Re \{W\}'}{2}}(bb^{\dagger }-b^{\dagger }b)}
где W' — это производная W. Также обратите внимание, что {Q1,Q2}=0. Это ничто иное, как N = 2 суперсимметрия. Обратите внимание, что {\displaystyle \Im \{W\}} действует как электромагнитный векторный потенциал.
Давайте также называть состояние «спин-вниз» «бозонным», а состояние «спин-вверх» «фермионным». Это только аналогия с квантовой теорией поля и не должно пониматься буквально. Тогда, Q1 и Q2 отображают «бозонные» состояния в «фермионные» и наоборот.
Давайте немного переформулируем:
определим
{\displaystyle Q=(p-iW)b}
и конечно,
{\displaystyle Q^{\dagger }=(p+iW^{\dagger })b^{\dagger }}
{\displaystyle \{Q,Q\}=\{Q^{\dagger },Q^{\dagger }\}=0}
и
{\displaystyle \{Q^{\dagger },Q\}=2H}.
Оператор является «бозонным», если он переводит «бозонные» состояния в «бозонные» состояния и «фермионые» состояния в «фермионые» состояния. Оператор «фермионный», если переводит «бозонные» состояния в «фермионные» состояния и наоборот. Любой оператор может быть выражен единственным образом как сумма бозонного и фермионного операторов. Определим суперкоммутатор [,} следующим образом: между двумя бозонными операторами или бозонным и фермионным операторами, это ничто иное как коммутатор, но между двумя фермионными операторами, это антикоммутатор.
Тогда, x и p-бозонные операторы и b, {\displaystyle b^{\dagger }}, Q и {\displaystyle Q^{\dagger }} это фермионные операторы.
В Гейзенберговской нотации, x, b и {\displaystyle b^{\dagger }} являются функциями времени
и
{\displaystyle [Q,x\}=-ib}
{\displaystyle [Q,b\}=0}
{\displaystyle [Q,b^{\dagger }\}={\frac {dx}{dt}}-i\Re \{W\}}
{\displaystyle [Q^{\dagger },x\}=ib^{\dagger }}
{\displaystyle [Q^{\dagger },b\}={\frac {dx}{dt}}+i\Re \{W\}}
{\displaystyle [Q^{\dagger },b^{\dagger }\}=0}
Эти выражения в общем случае нелинейны: то есть x(t), b(t) и {\displaystyle b^{\dagger }(t)} не образуют линейное суперсимметричное представление, потому что {\displaystyle \Re \{W\}} не обязательно линейны по x. Чтобы избежать этой проблемы, определим самосопряженный оператор {\displaystyle F=\Re \{W\}}. Тогда,
{\displaystyle [Q,x\}=-ib}
{\displaystyle [Q,b\}=0}
{\displaystyle [Q,b^{\dagger }\}={\frac {dx}{dt}}-iF}
{\displaystyle [Q,F\}=-{\frac {db}{dt}}}
{\displaystyle [Q^{\dagger },x\}=ib^{\dagger }}
{\displaystyle [Q^{\dagger },b\}={\frac {dx}{dt}}+iF}
{\displaystyle [Q^{\dagger },b^{\dagger }\}=0}
{\displaystyle [Q^{\dagger },F\}={\frac {db^{\dagger }}{dt}}}
мы имеем линейное представление суперсимметрии.
Теперь введем две «формальных» величины: {\displaystyle \theta } и {\displaystyle {\bar {\theta }}}, где последняя, это сопряжённая первой такая, что
{\displaystyle \{\theta ,\theta \}=\{{\bar {\theta }},{\bar {\theta }}\}=\{{\bar {\theta }},\theta \}=0}
и обе они коммутируют с бозонными операторами, но антикоммутируют с фермионными.
Далее, мы определяем понятие суперполе:
{\displaystyle f(t,{\bar {\theta }},\theta )=x(t)-i\theta b(t)-i{\bar {\theta }}b^{\dagger }(t)+{\bar {\theta }}\theta F(t)}
f является самосопряженным оператором. Затем,
{\displaystyle [Q,f\}={\frac {\partial }{\partial \theta }}f-i{\bar {\theta }}{\frac {\partial }{\partial t}}f,}
{\displaystyle [Q^{\dagger },f\}={\frac {\partial }{\partial {\bar {\theta }}}}f-i\theta {\frac {\partial }{\partial t}}f.}
Кстати, там же имеется U(1)R симметрия, где p, x, W обладают нулевым R-зарядом, а у {\displaystyle b^{\dagger }} R-заряд равен 1 и R-заряд b равен −1.

## Инвариантная форма
Предположим {\displaystyle W} реально для всех реальных {\displaystyle x}. Тогда мы можем упростить выражение для гамильтониана в
{\displaystyle H={\frac {(p)^{2}}{2}}+{\frac {{W}^{2}}{2}}+{\frac {W'}{2}}(bb^{\dagger }-b^{\dagger }b)}
Существуют определённые классы суперпотенциалов такие, что бозонные и фермионные гамильтонианы имеют схожие формы. Конкретно
{\displaystyle V_{+}(x,a_{1})=V_{-}(x,a_{2})+R(a_{1})}
где {\displaystyle a}параметры. Например, потенциал атома водорода, с моментом импульса {\displaystyle l} можно написать
{\displaystyle {\frac {-e^{2}}{4\pi \epsilon _{0}}}{\frac {1}{r}}+{\frac {h^{2}l(l+1)}{2m}}{\frac {1}{r^{2}}}-E_{0}}
Это соответствует суперпотенциалу {\displaystyle V_{-}}
{\displaystyle W={\frac {\sqrt {2m}}{h}}{\frac {e^{2}}{24\pi \epsilon _{0}(l+1)}}-{\frac {h(l+1)}{r{\sqrt {2m}}}}}
{\displaystyle V_{+}={\frac {-e^{2}}{4\pi \epsilon _{0}}}{\frac {1}{r}}+{\frac {h^{2}(l+1)(l+2)}{2m}}{\frac {1}{r^{2}}}+{\frac {e^{4}m}{32\pi ^{2}h^{2}\epsilon _{0}^{2}(l+1)^{2}}}}
Это и есть потенциал для момент импульса {\displaystyle l+1} сдвинутого на константу. После решения для {\displaystyle l=0} основного состояние, суперсимметричные операторы можно использовать для построения остального связанных состояний спектра.
В общем, поскольку {\displaystyle V_{-}} и {\displaystyle V_{+}} являются потенциалами партнерами, они имеют тот же энергетический спектр, за исключением одной энергии основного состояния. Мы можем продолжать этот процесс нахождения потенциалов партнеров с условием инвариантности формы, посредством следующей формулы для уровней энергии в зависимости от параметров потенциала
{\displaystyle E_{n}=\sum \limits _{i=1}^{n}R(a_{i})}
где {\displaystyle a_{i}} параметры для нескольких потенциалов-партнёров.